# Тахаа

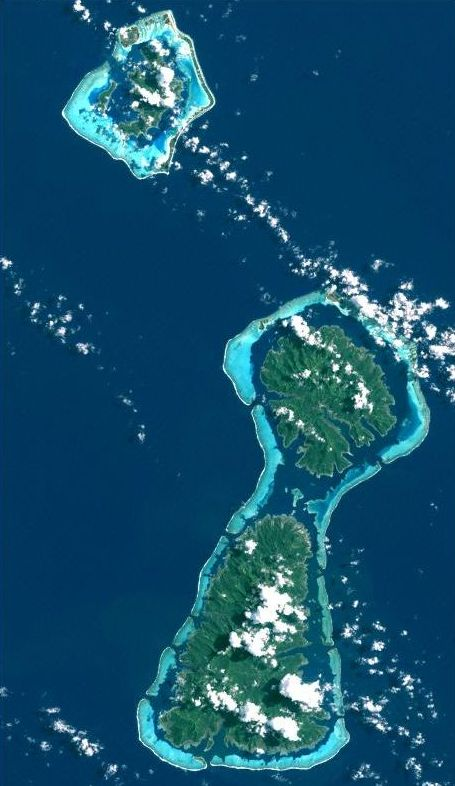
Космічний знімок островів Бора-Бора, Тахаа та Раіатеа.

Тахаа (фр. Taha'a) — один із Підвітряних островів архіпелагу острови Товариства. Розташований у 230 км на захід від Таїті.

## Географія
Разом з островом Раіатеа утворює єдину лагуну. Має округлу форму. найвища точка — гора Охірі (Ohiri). Острів має вулканічне походження.

## Історія
У 1925 і 1960 роках на Тахаа велися археологічні розкопки, в результаті яких на східному березі острова було знайдено велику кількість стародавніх споруд побудованих полінезійцями.
У XVIII і XIX століттях на Тахаа велися кровопролитні війни між королями Бора-Бора і Раіатеа. У 1770 році острів був завойований королем Тапоа I з острова Бора-Бора, проте в 1818 році він був відвойований королем Таматоа III з острова Раіатеа. Перші протестантські місіонери з'явилися на Тахаа в 1822 році. У 1847 році між Британією та Францією було підписано угоду, за якою Підвітряним островам надавалася незалежність. Незабаром після повстання жителів Тахаа проти тиранії Таматоа V острів отримав автономію. Однак у 1888 році Тахаа був анексований Францією.

## Адміністративний поділ
В адміністративному плані Тахаа є комуною (муніципалітет) адміністративної одиниці Підвітряні Острови. Адміністративний центр комуни — поселення Патіо.

## Населення
Число жителів на 2007 рік становило 5003 особи.

## Економіка
Основним заняттям місцевих жителів є сільське господарство (виробництво копра, вирощування ванілі) і рибальство.